# Leland McCauley
I Leland McCauley sono una piccola famiglia di personaggi immaginari nel XXX e XXXI secolo dell'Universo DC. Furono frequenti antagonisti della Legione dei Supereroi.

## Storia del personaggio

### Leland McCauley III
Leland McCauley III era un industriale, uno degli uomini più ricchi della galassia, sebbene non così ricco quanto il benefattore della Legione dei Supereroi, R. J. Brande. A causa della maggior ricchezza di Brande, Leland covava verso di lui un'nvidia infinita, considerandolo da sempre un rivale, sebbene quest'ultimo all'inizio lo considerasse soltanto una seccatura. Un giorno la Legione gli salvò la vita, ma le relazioni con il gruppo si deteriorano alquanto, nel momento in cui Leland accusò la Legione di aver preteso un compenso per il salvataggio. Sebbene si rivelò più tardi, essere stata una truffa, confezionata al fine di catturare un astuto criminale, e pur essendo stato pienamente risarcito, McCauley da quel momento provò verso di loro un forte astio. Successivamente, anche uno dei suoi figli ribelli venne salvato dalla Legione da un impiegato scontento del suo lavoro presso la compagnia. McCauley fu infine costretto a ritirarsi, dopo che tutto il suo potere gli venne sottratto dal suo ambiziosissimo, e privo di scrupoli, figlio.

### Leland McCauley IV
Anche Leland McCauley IV, ricordando suo padre, decise di vendicarsi di Brande. Assunse un agente, Charon, in modo che si infiltrasse nello staff di Brande sul suo planetoide privato. L'agente fu fermato in tempo dalla Lagione, sebbene il suo attacco fu causa di immani distruzioni che mise a repentaglio la vita di numerose persone. Quando la Legione tentò di interrogarlo, l'agente replicò che non avrebbero potuto ucciderlo, perché faceva parte del loro codice. Ma Brande, che non era un membro della Legione, minacciò di ucciderlo. Successivamente, la Legione fece irruzione nel quartier generale fortificato di McCauley sull'Himalaya per consegnare a Leland il suo agente, assassino fallito.

### Five Years Later
Uno dei prodotti di McCauley, l'"Omnicom" era presente nel quarto volume della Legione, inclusi alcuni dispositivi utilizzati dalla Legione stessa per ricevere ed inviare messaggi, tenere dei diari, e così via. Sembravano essere una specie di comunicatori personali. Sua cugina Celeste, nome in codice, "Rockfish", divenne una dei Legionari.
McCauley era apparentemente coinvolto in qualche modo nel movimento di resistenza contro i Dominatori, emergendo come potente figura politica, dopo che la Terra venne liberata dal loro controllo, alleandosi con Universo. Leland riuscì infine a catturare la sua nemesi, R. J. Brande, suo figlio, Chameleon Boy, il suo compagno della Legione, Kid Quantum, ed un gruppo associato di Proteani, congelandoli in statute, tramite una fantomatica "Energia Smeraldo". I supereroi furono salvati poco dopo da una squadra di Legionari SW6. McCauley affermò successivamente che gli uomini della Legione stavano approfittando della sua ospitalità, cosa della quale, a suo insindacabile giudizio, i suoi ex prigionieri non erano degni di meritare.
In una storia di apertura di Legionnaires, McCauley tentò di riformare i Fatal Five come una sua personale squadra di super criminali, ma con il tempo, si ribellarono al suo controllo. Fu rivelato che era un estremo germofobo, circondato da un habitat sterile che non lasciava mai.

## Post-Ora Zero
Questo McCauley era la copia invecchiata di una versione più giovane. Ancora una volta un potente industriale, e ancora rivale della Legione, al punto di formare una sua squadra di supereroi chiamata "Workforce". Riesce ad attirare dalla sua parte Lightning Lad, e molti Legionari pre-Ora Zero aderirono alla Workforce, inclusi Karate Kid e Ultra Boy.
A causa delle sue attività industriali si fece molti nemici, inclusa la Mano dei Fatal Five, il cui mondo venne avvelenato da McCauley. Mano tentò di assassinarlo sulla sua base lunare, ma venne fermato dalla Legione.
Successivamente McCauley, assunse il Dottor Regulus, i cui esperimenti fuori controllo, causarono la devastazione di un intero pianeta, tomba sacrificale del Leviatano. Garantì asilo politico ad Amelia Crugg dei Khund, convincedola, insieme alla l'aspirante Legionaria Lori Manning, ad unirsi alla Workforce.

### Perdite Post-Legione
Divenuta una potente figura politica dopo gli eventi di Legion Lost, la Legione scoprì che apparentemente, McCauley era diventato Presidente dei Pianeti Uniti. Anche in questo caso, formò una squadra privata di supereroi, questa volta agenti del presidente, squadra che ora includeva anche Mon-El. In realtà, mentre li combatteva, la Legione scoprì lo scheletro di Leland McCauley in una fogna, quindi, l'uomo conosciuto come McCauley era un impostore, una vecchia conoscenza, il supercriminale, Ra's al Ghul.

### Crisi finale: la Legione dei 3 mondi
Una somigliante versione pre-Crisi di McCauley comparve nel primo numero della miniserie Crisi finale: la Legione dei 3 mondi. Assassinò R. J. Brande, rivelando al consiglio dei Pianeti Uniti che il benefattore della Legione era in realtà un Durlan, prima di invecchiare a vista d'occhio e divenire polvere. Si scoprì che dietro l'evento vi era Time Trapper.

### Ordine di Purezza
Durante, Battle for the Cowl, una versione del XX secolo di McCauley comparve a Gotham City come membro dell'Ordine della Purezza, aiutando ad inserire nell'organizzazione il nuovo Azrael. Questa versione di McCauley venne probabilmente assassinata con un colpo di pistola alla testa.

## Poteri e abilità
Leland McCauley è un essere umano ordinario, e non possedeva alcun potere, oltre alla sua enorme ricchezza. È intelligente, furbo, senza scrupoli, e completamente amorale.